# ناصر بن محمد الماجد
ناصر بن محمد الماجد (- 1440 هـ / - 2018 م) أستاذ جامعي سعودي متخصِّص في التفسير وعلوم القرآن، ومن حفَّاظ القرآن الكريم وقرَّائه، وأئمَّة المساجد في المملكة العربية السعودية.

## سيرته
ولد أبو فارس، ناصر بن محمد بن عبد الله الإبراهيم الماجد لأسرة علمية كبيرة كريمة (أسرة الماجد) من قبيلة بني تميم، من الأسر المَلأى بالعلماء والخطباء وحفَّاظ القرآن وأساتذة الجامعات، من أهل مدينة ثادق شمال الرياض، ووالده الشيخ محمد بن عبد الله الماجد من أهل الفضل، ومعدود في رجال الأعمال.
حصل ناصر على شهادة (ماجستير) في القرآن وعلومه من كلية أصول الدين بجامعة الإمام محمد بن سعود الإسلامية، عن رسالته "عادات أهل الجاهلية - دراسة موضوعية في ضوء القرآن الكريم". ثم على شهادة (دكتوراه) في القرآن وعلومه من الكلية نفسها عن أطروحته "أحكام القرآن للقاضي بكر بن العلاء القُشَيري، من أول سورة الأنفال إلى آخر القرآن - دراسةً وتحقيقًا"، وهو مختصر من كتاب "أحكام القرآن" للقاضي إسماعيل بن إسحاق الأزدي، أقدم المصنَّفات في أحكام القرآن، وكانت مناقشته للأطروحة في يوم الأربعاء 17 ربيع الآخر 1426هـ، بإشراف الدكتور إبراهيم بن سعيد الدوسري، وناقشه فيها الدكتور علي بن سليمان العبيد وكيل الرئيس العام لشؤون الحرمين لشؤون المسجد النبوي والأستاذ بقسم القرآن بالكلية، والدكتور سعيد بن جمعة الفلاح الأستاذ المشارك بقسم القرآن وعلومه بكلية أصول الدين بالرياض. وقرَّرت اللجنة بعد المناقشة منحه (الدكتوراه) بمرتبة الشرف الأولى.
عمل الماجد مدرِّسًا للتفسير وعلوم القرآن في كلية الشريعة بجامعة الإمام محمد بن سعود في الرياض، وتوفي وهو في رتبة أستاذ مشارك، وعمل إمامًا وخطيبًا لمسجد عبد الله بن مسعود بحيِّ الغدير بالرياض. وشارك في الإشراف على الملتقى العلمي في "ملتقى أهل الحديث"، ثم أسهم في تأسيس "مركز تفسير للدراسات"، وكان عضوَ مجلس الإدارة في المركز، وعميدًا لأكاديمية تفسير.

## كتبه
1. (عادات أهل الجاهلية: دراسة موضوعية في القرآن الكريم)، دار الغوثاني للدراسات القرآنية بدمشق، 2019.[5]

## صفاته
- وصفه الشيخ الداعية محمد العريفي بقوله: «ناصر بن محمد الماجد ذو خلُقٌ حسن، ونشاط دعوي، ودروس علمية، بذلَ ماله في الخير، هكذا عرفته منذ سنوات».
- ذكره الشيخ حمد الماجد بقوله: «د. ناصر بن محمد بن الماجد عضو هيئة التدريس في جامعة الإمام، إمام وقارئ متقن، وخطيب مفوَّه، ومميَّز في التفسير وتدبُّر القرآن».[6]
- أثنى عليه خيرًا زميله في مرحلة الدكتوراه عبد الرحمن بن معاضة الشهري قائلًا: «كان الشيخ ناصر الماجد صاحبَ عقل راجح، ورأي سديد، غَيورًا على أمَّته ودينه، تجد ذلك في خُطبه وفي حديثه ومجالسه، وبقي رحمه الله وفيًّا للمِنبَر والمِحراب حتى آخر لحظات حياته.. كان أخي د. ناصر راسخًا في العلم، محبًّا لطلَّابه، له دروسٌ في التفسير في مسجده، وله مشاركاتٌ في بعض الدورات العلمية في القرآن وعلومه. وله أسلوبٌ سهل في التعليم، فيه تُؤدة أهل العلم، وحُسن بيانهم، فصيح اللسان، ظاهر البيان رحمه الله. وخُطبه من الخطب المؤثِّرة المنتقاة، وله جمهورُه المحب لخطبه يأتيها من مكان بعيد.. أمَّا العمل الخيري عمومًا فقد كان مشاركًا فيه بسهم وافر، فعمل في العمل الخيري والدعوي والإغاثي، وله مشروعات عظيمة مع عدد من المؤسسات وأهل الخير في تأسيس مراكز إسلامية، وبناء مساجد كثيرة، ومعاهد تعليمية.. وكان قليلَ الحديث عن أعماله الخيرية».[1]
- كتب تلميذه عمر بن عبد الله المشاري: «إضافة إلى تمكُّن الشيخ ناصر الماجد العلمي، وهبه الله أخلاقًا حسنة، فهو متميِّز في تعامله مع الطلبة؛ ليِّن سَمحٌ بشوش، إن بدأ في الشرح تمنَّى سامعُه أن يستمرَّ فيه ولو انتهى وقتُ المحاضرة؛ للفوائد والدُّرر التي يذكرها، ولحُسن أسلوبه. وكان يهتم كثيرًا بإيصال الفوائد العلمية لتلامذته، ودلالتهم عليها.. وهو من الأساتذة الذين يُذكَرون فيُشكَرون في حياتهم، ويُدعَى لهم بعد مماتهم؛ لنُبلهم وما يتحلَّون به من معانٍ سامية في التربية والتعليم».[7]

## وفاته
توفي ناصر الماجد في الرياض، صباح يوم السبت 19 المحرَّم 1440هـ الموافق 29 سبتمبر 2018، وهو في الأربعينيات من عمره، بسبب أزمة قلبية مفاجئة، وصُلِّي عليه في مسجد الملك خالد في أم الحمام، ودُفن في مقبرة شمال الرياض. وقد كان خطبَ الجمعة يوم 18 المحرَّم، وصلَّى بالناس العِشاء ليلة السبت، وفي صباح السبت توفي فجأة وهو في تمام صحَّته.

## وصلات خارجية
- المصحف المرتل من صلاة التراويح لعام 1436هـ - للشيخ ناصر الماجد رحمه الله
- حساب الشيخ ناصر الماجد رحمه الله، يُعنى بنشر دروسه وعلمه
- من خطب الجمعة - في ظلِّ الله - لفضيلة الشيخ ناصر بن محمد الماجد رحمه الله
- تاريخ التفسير - د. ناصر الماجد رحمه الله - محاضرة
- هل نحن ننتسب إلى الإسلام حقًّا؟ محاضرة الشيخ ناصر بن محمد الماجد رحمه الله
- بيت النبوة (٤) الشيخ د ناصر بن محمد الماجد رحمه الله
- القرآن وموضوعاته وفوائده - الشيخ ناصر الماجد